# 大総村
大総村（おおふさむら）とは、千葉県山武郡にかつて存在した村である。
横芝光町立大総小学校、大総郵便局等にその名をとどめていたが、そのいずれも現在では閉鎖されている。

## 地理
- 現在の横芝光町、旧横芝町の北部に位置している。
- 村域は台地と平地が入り組む谷戸が多い地形になっている。

## 歴史

### 沿革
- 1889年（明治22年）4月1日 - 町村制施行に伴い、木戸台村、小堤村、寺方村、曽根合村、於幾、坂田村、取立村、長倉村、姥山村、遠山村、牛熊村、谷台村、中台村が合併し、武射郡大総村が発足。
- 1897年（明治30年）4月1日 - 武射郡は山辺郡と統合して山武郡が発足。山武郡大総村になる。
- 1955年（昭和30年）2月1日 - 大総村は横芝町、上堺村とともに合併し、改めて横芝町が発足。同日大総村廃止。

変遷表
| 1868年 以前 | 1868年 以前  | 明治11年 | 明治22年 4月1日 | 明治30年 4月1日 | 明治30年 4月1日 | 昭和30年 2月1日 | 平成18年 3月27日 | 現在     |
| ----------- | ------------ | -------- | --------------- | --------------- | --------------- | --------------- | ---------------- | -------- |
|             | 木戸台村     | 木戸台村 | 大総村          | 山武郡 発足     | 大総村          | 横芝町          | 横芝光町         | 横芝光町 |
|             | 長倉村       |          | 大総村          | 山武郡 発足     | 大総村          | 横芝町          | 横芝光町         | 横芝光町 |
|             | 坂田寺方村   |          | 大総村          | 山武郡 発足     | 大総村          | 横芝町          | 横芝光町         | 横芝光町 |
|             | 坂田曽根合村 |          | 大総村          | 山武郡 発足     | 大総村          | 横芝町          | 横芝光町         | 横芝光町 |
|             | 坂田市場村   | 坂田村   | 大総村          | 山武郡 発足     | 大総村          | 横芝町          | 横芝光町         | 横芝光町 |
|             | 坂田取立村   |          | 大総村          | 山武郡 発足     | 大総村          | 横芝町          | 横芝光町         | 横芝光町 |
|             | 姥山村       |          | 大総村          | 山武郡 発足     | 大総村          | 横芝町          | 横芝光町         | 横芝光町 |
|             | 遠山村       |          | 大総村          | 山武郡 発足     | 大総村          | 横芝町          | 横芝光町         | 横芝光町 |
|             | 中台村       |          | 大総村          | 山武郡 発足     | 大総村          | 横芝町          | 横芝光町         | 横芝光町 |
|             | 坂田於幾村   |          | 大総村          | 山武郡 発足     | 大総村          | 横芝町          | 横芝光町         | 横芝光町 |
|             | 坂田小堤村   |          | 大総村          | 山武郡 発足     | 大総村          | 横芝町          | 横芝光町         | 横芝光町 |
|             | 谷台村       |          | 大総村          | 山武郡 発足     | 大総村          | 横芝町          | 横芝光町         | 横芝光町 |

## 人口
総数 [単位： 人]
| 1891年（明治24年） | 2,916 |